# Goebeliella cornigera
Goebeliella cornigera là một loài rêu tản trong họ Goebeliellaceae. Loài này được (Mitt.) Stephani miêu tả khoa học lần đầu tiên năm 1911.